# 台湾布政使
台湾布政使（たいわんふせいし）は、清朝統治下の台湾地方行政制度に於ける内政の最高官である。福建台湾布政使とも称し、台湾省設置後の1887年以降に設置され、台湾省設置以前の台湾知府に相当する業務を担当した。
台湾布政使司は官署衙門を下部に置き、布政使は按察使銜分巡台湾兵備道および福建台湾巡撫に帰属した。1895年、台湾が日本に割譲されると台湾布政使は廃止された。

## 歴代官人
1. 邵友濂
2. 沈応奎
3. 蒯徳標
4. 于蔭霖
5. 唐景崧
6. 顧肇熙
7. 兪明震